# Guillermo García Frías
Guillermo García Frías (10 de febrero de 1928) , es un comandante de la Revolución Cubana y Héroe de la República de Cuba. De ascendencia muy humilde, de origen campesino, fue uno de los arrieros de mula al servicio de Crescencio Pérez, campesino de la Sierra Maestra, cuando el desembarco del yate expedicionario Granma, el 2 de diciembre de 1956. 
Crescencio envió a Guillermo en ayuda de los dispersos expedicionarios, quienes habrían sido capturados o habrían muerto de hambre sin esta ayuda. Se encargó de guiar a los expedicionarios hacia la Sierra Maestra, así como también recogió las armas abandonadas por los mismos en la zona del desembarco. 
Fue el primer campesino incorporado y ascendido del Ejército Rebelde. Fue destacándose en los combates y llegó a ser segundo jefe del III Frente Oriental comandado por Juan Almeida Bosque. En enero de 1959 cuando la llegada al poder de la Revolución Cubana ya tenía los grados de Comandante de las Fuerzas Armadas Revolucionarias. 
Entre los cargos que ocupó se destacan: 
- Jefe del Ejército Occidental
- Vicepresidente de Consejo de Estado y de Ministros
- Ministro de Transporte

Su amor a la naturaleza e influencia campesina influyeron para que como Director de la Empresa Nacional para la Protección de la Flora y Fauna haya ayudado a preservar numerosas especies endémicas de Cuba. Pertenece al Comité central del Partido Comunista de Cuba. Ostenta la condecoración de "Héroe de la República de Cuba".

## El Campesino
Guillermo García Frías es uno de los Comandantes de la Revolución cubana. De origen campesino de la zona de Granma (antigua provincia de Oriente), nació en El Plátano, un punto intrincado de la Sierra Maestra perteneciente al municipio de Pilón, en medio de la miseria que habitaba en todos los rincones rurales de Cuba en los tiempos del dominio de los presidentes títeres que respondían a los intereses de los gobiernos de Estados Unidos en los años anteriores a 1959. Su familia siempre se encontró en peligro de los abusos que eran sometidos los campesinos por parte de la guardia rural.
Su familia pudo subsistir en estos medios de convivencia tan hostiles gracias al intercambio que tenían con la naturaleza, entre sus actividades principales y aun siendo un niño se encontraba ayudar a sus padres en la labranza de la tierra.

## En el Ejército Rebelde
Una vez que se produjo el desembarco del Yate Granma el 2 de diciembre de 1956 por la zona de Playitas Las Coloradas, Frías estuvo a cargo junto a un grupo de campesinos que habían acordado anteriormente con Celia Sánchez de ayudar a estos expedicionarios a subir a la Sierra Maestra para su inmediato asentamiento en la zona. Era una misión extremadamente peligrosa debido al constante acoso que mantenía el ejército batistiano contra los campesinos. Ante la actitud asumida por Guillermo García Frías con los expedicionarios diría Fidel Castro:
...los días muy difíciles en que el compañero Guillermo, después de los reveses iniciales, nos ayudó a recoger las armas y después aquella larga historia, con cada una de las nuevas incorporaciones, con cada uno de los combates, con cada uno de los esfuerzos, de los sacrificios, de las proezas de nuestro pequeño Ejército.
Fue el primer campesino incorporado al Ejército Rebelde, Frías conduce un grupo de expedicionarios hasta Cinco Palmas, entre ellos se encontraba el joven Fidel Castro tras el encuentro sorpresivo con la aviación en Alegría de Pío, una vez ahí Fidel le encarga la misión de ir al lugar de desembarco y rescatar las armas que se habían escondido allí, tarea que el campesino cumple exitosamente.
Rápidamente el jefe de aquel grupo de jóvenes rebeldes Fidel Castro, lo integra al Ejército Rebelde. Se cuanta que por la sagacidad de este campesino se preservó la semilla insurreccional en medio de las constantes persecuciones del ejército enemigo. Fue un soldado destacado llegando a ser el segundo al mando del Tercer Frente Oriental al mando de Juan Almeida Bosque.

## Amor a la naturaleza
Formó parte del tribunal que juzgo al comandante Huber Matos en diciembre de 1959. Frías desempeñó varios cargos en la armada revolucionaria cubana, incluido el de primer Jefe que tuvo el recién organizado Ejército Occidental. Ocupó el cargo de Vicepresidente del Consejo de Estado y de Ministros y posteriormente Ministro del Transporte. Llegó a ser, en el Primer Congreso del Partido Comunista de Cuba, Miembro del Buró Político de su Comité Central, actualmente es Miembro de dicho Comité Central.
En 1989 durante la Causa número 1, Guillermo García Frías como miembro del Consejo de Estado fue el único en tener dudas sobre la pena de muerte contra Arnaldo Ochoa Sánchez y Antonio de la Guardia, aunque finalmente voto a favor de dicha sentencia. Fue su amor por la naturaleza, el que lo llevó, a crear y ocupar la dirección de la Empresa Nacional para la Protección de la Flora y la Fauna, cargo que ocupa en la actualidad. De ahí que especies endémicas y autóctonas de la flora y fauna de Cuba tengan en él un defensor a ultranza. Por su trayectoria en la lucha contra Fulgencio Batista se le otorgó la condición de Héroe de La República de Cuba.

## Los Tres Comandantes de la Revolución Cubana
Síntesis de la vida revolucionaria de los tres Comandantes de la Revolución Cubana.